# 社会主義労働党 (イギリス)
社会主義労働党（英語: Socialist Labour Party）は、1996年にアーサー・スカーギルが呼びかけて結成された社会主義政党。
主に労働党の右傾化(New Labour)に反対した労働党左派により結成されたが、そのほかさまざまなトロツキスト・毛沢東派など左翼グループも参加した。スターリン協会や「経済・哲学評論(en:Economic and Philosophic Science Review)」などの公然たるスターリン主義者も参加した。
アーサー・スカーギルは炭鉱ストの指導者としてカリスマ性があったが、結局は党が小セクトに転落することを避けられなかった。
イギリスの欧州連合離脱では離脱派であり、2017年にはリスボン条約第50条を発動させなくても一方的に欧州連合から離脱できるとの見解を示した。